# The Blind Circus
The Blind Circus ist eine deutsche Rockband aus Wiesbaden. Gegründet wurde sie 2005. Ihr Stil lässt eine Mischung aus bekannten Bands wie The Doors, Rolling Stones, The Black Keys und Gluecifer erkennen.
Seit 2005 haben sie über 200 nationale und internationale Shows unter anderem mit Big Bang, den Donots, 200 Sachen, Boozed, den Surfaholics, Okta Logue oder Amri Pardo gespielt und waren auf zahlreichen Festivals zu hören.
2009 hörte man sie auf dem Soundtrack des Films Keep Surfing.

## Diskografie
Alben
- 2007: The Blind Circus
- 2009: The Art Of Sleep (Analoghaus)
- 2013: Euphoria